# Superprestige 2002-2003
Navigation
2001-2002 2003-2004
Le Superprestige 2002-2003 est la 21e édition du Superprestige, compétition qui se déroule entre le 20 octobre 2002 et le 25 février 2003 et composée de huit manches pour les élites hommes, espoirs et juniors ayant lieu en Belgique, aux Pays-Bas et en France. Les classements sont remportés par le Belge Sven Nys pour la quatrième fois chez les élites, par les Néerlandais Thijs Verhagen chez les espoirs et Lars Boom chez les juniors. C'est la première fois que les espoirs participent au Superprestige.

## Barème
Les 20 premiers de chaque course marquent des points pour le classement général suivant le tableau suivant :
| Position           | 1er | 2e | 3e | 4e | 5e | 6e | 7e | 8e | 9e | 10e | 11e | 12e | 13e | 14e | 15e | 16e | 17e | 18e | 19e | 20e |
| Classement général | 30  | 25 | 21 | 18 | 16 | 15 | 14 | 13 | 12 | 11  | 10  | 9   | 8   | 7   | 6   | 5   | 4   | 3   | 2   | 1   |

## Hommes élites

### Résultats
| # | Date         | Lieu                                                     | Vainqueur       | Deuxième            | Troisième           | Leader du classement général |
| - | ------------ | -------------------------------------------------------- | --------------- | ------------------- | ------------------- | ---------------------------- |
| 1 | 20 octobre   | Ruddervoorde (Cyclo-cross de Ruddervoorde)               | Sven Nys        | Richard Groenendaal | Erwin Vervecken     | Sven Nys                     |
| 2 | 3 novembre   | Sint-Michielsgestel (Cyclo-cross de Sint-Michielsgestel) | Sven Nys        | Richard Groenendaal | Bart Wellens        | Sven Nys                     |
| 3 | 17 novembre  | Gavere (Cyclo-cross d'Asper-Gavere)                      | Bart Wellens    | Mario De Clercq     | Peter Van Santvliet | Sven Nys                     |
| 4 | 1er décembre | Gieten (Cyclo-cross de Gieten)                           | Sven Nys        | Bart Wellens        | Tom Vannoppen       | Sven Nys                     |
| 5 | 29 décembre  | Diegem (Cyclo-cross de Diegem)                           | Mario De Clercq | Sven Nys            | Tom Vannoppen       | Sven Nys                     |
| 6 | 26 janvier   | Hoogstraten (Vlaamse Aardbeiencross)                     | Sven Nys        | Arne Daelmans       | Bart Wellens        | Sven Nys                     |
| 7 | 9 février    | Harnes (Cyclo-cross de Harnes)                           | Sven Nys        | Peter Van Santvliet | Bart Wellens        | Sven Nys                     |
| 8 | 22 février   | Vorselaar (GP Fidea)                                     | Bart Wellens    | Sven Nys            | Erwin Vervecken     | Sven Nys                     |

### Classement général
| Pos | Coureur             | Points |
| --- | ------------------- | ------ |
| 1   | Sven Nys            | 218    |
| 2   | Bart Wellens        | 163    |
| 3   | Mario De Clercq     | 134    |
| 4   | Erwin Vervecken     | 134    |
| 5   | Peter Van Santvliet | 123    |
| 6   | Tom Vannoppen       | 120    |
| 7   | Ben Berden          | 119    |
| 8   | Richard Groenendaal | 118    |
| 9   | Arne Daelmans       | 104    |
| 10  | Sven Vanthourenhout | 91     |

## Hommes espoirs

### Résultats
| # | Date         | Lieu                                                     | Vainqueur             | Deuxième              | Troisième        | Leader du classement général |
| - | ------------ | -------------------------------------------------------- | --------------------- | --------------------- | ---------------- | ---------------------------- |
| 1 | 20 octobre   | Ruddervoorde (Cyclo-cross de Ruddervoorde)               | Wesley Van der Linden | Klaas Vantornout      | Thijs Verhagen   | Wesley Van der Linden        |
| 2 | 3 novembre   | Sint-Michielsgestel (Cyclo-cross de Sint-Michielsgestel) | Wesley Van der Linden | Bart Aernouts         | Tim Van Nuffel   | Wesley Van der Linden        |
| 3 | 17 novembre  | Gavere (Cyclo-cross d'Asper-Gavere)                      | Tim Van Nuffel        | Bart Aernouts         | Klaas Vantornout |                              |
| 4 | 1er décembre | Gieten (Cyclo-cross de Gieten)                           | Thijs Verhagen        | Klaas Vantornout      | Tim Van Nuffel   |                              |
| 5 | 29 décembre  | Diegem (Cyclo-cross de Diegem)                           | Thijs Verhagen        | Enrico Franzoi        | Klaas Vantornout |                              |
| 6 | 26 janvier   | Hoogstraten (Vlaamse Aardbeiencross)                     | Thijs Verhagen        | Bart Aernouts         | Martin Bína      |                              |
| 7 | 9 février    | Harnes (Cyclo-cross de Harnes)                           | Thijs Verhagen        | Wesley Van Der Linden | Bart Aernouts    |                              |
| 8 | 22 février   | Vorselaar (GP Fidea)                                     | Radomír Šimůnek jr.   | Martin Bína           | Thijs Verhagen   | Thijs Verhagen               |

### Classement général
| Pos | Coureur               | Points |
| --- | --------------------- | ------ |
| 1   | Thijs Verhagen        |        |
| 2   | Bart Aernouts         |        |
| 3   | Wesley Van Der Linden |        |

## Hommes juniors

### Résultats
| # | Date         | Lieu                                                     | Vainqueur             | Deuxième              | Troisième             | Leader du classement général |
| - | ------------ | -------------------------------------------------------- | --------------------- | --------------------- | --------------------- | ---------------------------- |
| 1 | 20 octobre   | Ruddervoorde (Cyclo-cross de Ruddervoorde)               | Dieter Vanthourenhout | Eddy van IJzendoorn   | Tom Van den Bosch     | Dieter Vanthourenhout        |
| 2 | 3 novembre   | Sint-Michielsgestel (Cyclo-cross de Sint-Michielsgestel) | Lars Boom             | Eddy van IJzendoorn   | Sebastian Langeveld   |                              |
| 3 | 17 novembre  | Gavere (Cyclo-cross d'Asper-Gavere)                      | Lars Boom             | Dieter Vanthourenhout | Eddy van IJzendoorn   |                              |
| 4 | 1er décembre | Gieten (Cyclo-cross de Gieten)                           | Lars Boom             | Michael Pituch        | Dieter Vanthourenhout |                              |
| 5 | 29 décembre  | Diegem (Cyclo-cross de Diegem)                           | Lars Boom             | Dieter Vanthourenhout | Tom Van den Bosch     |                              |
| 6 | 26 janvier   | Hoogstraten (Vlaamse Aardbeiencross)                     | Lars Boom             | Eddy van IJzendoorn   | Sebastian Langeveld   |                              |
| 7 | 9 février    | Harnes (Cyclo-cross de Harnes)                           | Lars Boom             | Eddy van IJzendoorn   | Sebastian Langeveld   |                              |
| 8 | 22 février   | Vorselaar (GP Fidea)                                     | Eddy van IJzendoorn   | Dieter Vanthourenhout | Lars Boom             | Lars Boom                    |

### Classement général
| Pos | Coureur               | Points |
| --- | --------------------- | ------ |
| 1   | Lars Boom             |        |
| 2   | Eddy van IJzendoorn   |        |
| 3   | Dieter Vanthourenhout |        |